# Thalwassertalbrücke
Die Thalwassertalbrücke  ist eine 330 m lange Brücke der Bundesautobahn 71.
Die Spannbetonbalkenbrücke liegt zwischen den Anschlussstellen Maßbach, direkt nach dieser, und Bad Kissingen. Das Bauwerk überquert südwestlich von Maßbach-Poppenlauer in einer Höhe von maximal 31 m das Tal des Thalwassers (Name auch Talwasser) und einen Wirtschaftsweg. Gebaut wurde die Brücke mit zwei getrennten Überbauten bei Kosten von ungefähr 11 Millionen Euro zwischen den Jahren 2002 und 2005. Aufgrund der Insolvenz der ausführenden Firma gab es bei der Fertigstellung der Brücke eine Verzögerung von einem Jahr. Es war eine der ersten Brücken Deutschlands mit reiner externer Vorspannung und ein Pilotprojekt bei der Bemessung nach den im Jahr 2003 eingeführten DIN-Fachberichten.

Hohlkastenquerschnitt einer Spannbetonbrücke

Die massiven Pfeiler und das nördliche Widerlager weisen eine Flachgründung auf, das südliche Widerlager ist auf Bohrpfählen mit 150 cm Durchmesser gegründet.
Die beiden nebeneinanderliegenden Überbauten der Spannbetonbrücke besitzen in Längsrichtung den Durchlaufträger als Bauwerkssystem auf. In Querrichtung ist ein Hohlkastenquerschnitt mit einer Konstruktionshöhe von maximal 4,4 m in Bauwerksmitte sowie 3,0 m an den Widerlagern vorhanden. Die Stützweiten der sechsfeldrigen Brücke betragen 43,5 m in den beiden Endfeldern, je 59,5 m in den folgenden Innenfeldern und 62,0 m in den beiden mittleren Öffnungen. Die Vorspannung besteht nur aus externen Spanngliedern. Der Brückenüberbau wurde im Taktschiebeverfahren hergestellt. Bei den großen Spannweiten waren dabei in Feldmitte Hilfspfeiler notwendig. Dies waren Stahlbetonpfeiler, die später wieder abgebrochen wurden.